# Hampus Skoglund
Erik Hampus Skoglund (Täby, 1º marzo 2004) è un calciatore svedese, difensore dell'Hammarby.

## Carriera

### Club
Skoglund è cresciuto nel settore giovanile del Frej, dove ha giocato fino all'età di 17 anni. Dopo un breve periodo nella formazione Under-19 dell'Hammarby è stato spostato all'Hammarby Talang FF, la squadra di sviluppo dello stesso Hammarby, con cui ha partecipato a 13 gare e segnato una rete nella Ettan 2023, la terza serie nazionale di quell'anno.
Il 15 marzo 2024 ha firmato il suo primo contratto professionistico e due settimane più tardi ha debuttato in Allsvenskan nell'incontro vinto 3-1 contro il Kalmar. Skoglund ha chiuso il primo campionato di Allsvenskan della propria carriera totalizzando 29 presenze, di cui 25 da titolare.

### Nazionale
Ha giocato con la nazionale giovanile svedese Under-21.

## Statistiche

### Presenze e reti nei club
Statistiche aggiornate all'11 novembre 2024.
| Stagione        | Squadra         | Campionato      | Campionato | Campionato | Coppe nazionali | Coppe nazionali | Coppe nazionali | Coppe continentali | Coppe continentali | Coppe continentali | Altre coppe | Altre coppe | Altre coppe | Totale | Totale | Totale |
| Stagione        | Squadra         | Comp            | Pres       | Reti       | Comp            | Pres            | Reti            | Comp               | Pres               | Reti               | Comp        | Pres        | Reti        | Pres   | Reti   |        |
| --------------- | --------------- | --------------- | ---------- | ---------- | --------------- | --------------- | --------------- | ------------------ | ------------------ | ------------------ | ----------- | ----------- | ----------- | ------ | ------ | ------ |
| 2023            | Hammarby TFF    | D1              | 13         | 1          | -               | -               | -               | -                  | -                  | -                  | -           | -           | -           | 13     | 1      |        |
| 2024            | Hammarby        | A               | 29         | 0          | CS              | 0               | 0               | -                  | -                  | -                  | -           | -           | -           | 29     | 0      |        |
| Totale carriera | Totale carriera | Totale carriera | 42         | 0          |                 | 0               | 0               |                    | -                  | -                  |             | -           | -           | 42     | 0      |        |